# جنیفر گراب
جنیفر گراب (انگلیسی: Jennifer Grubb؛ زادهٔ ۲۰ ژوئیهٔ ۱۹۷۸) بازیکن فوتبال اهل ایالات متحده آمریکا است.
از باشگاه‌هایی که در آن بازی کرده‌است می‌توان به واشینگتن فریدام اشاره کرد.
وی همچنین در تیم‌های ملی فوتبال United States women's national under-20 soccer team و زنان ایالات متحده آمریکا بازی کرده‌است.